# Heckler & Koch HK69A1

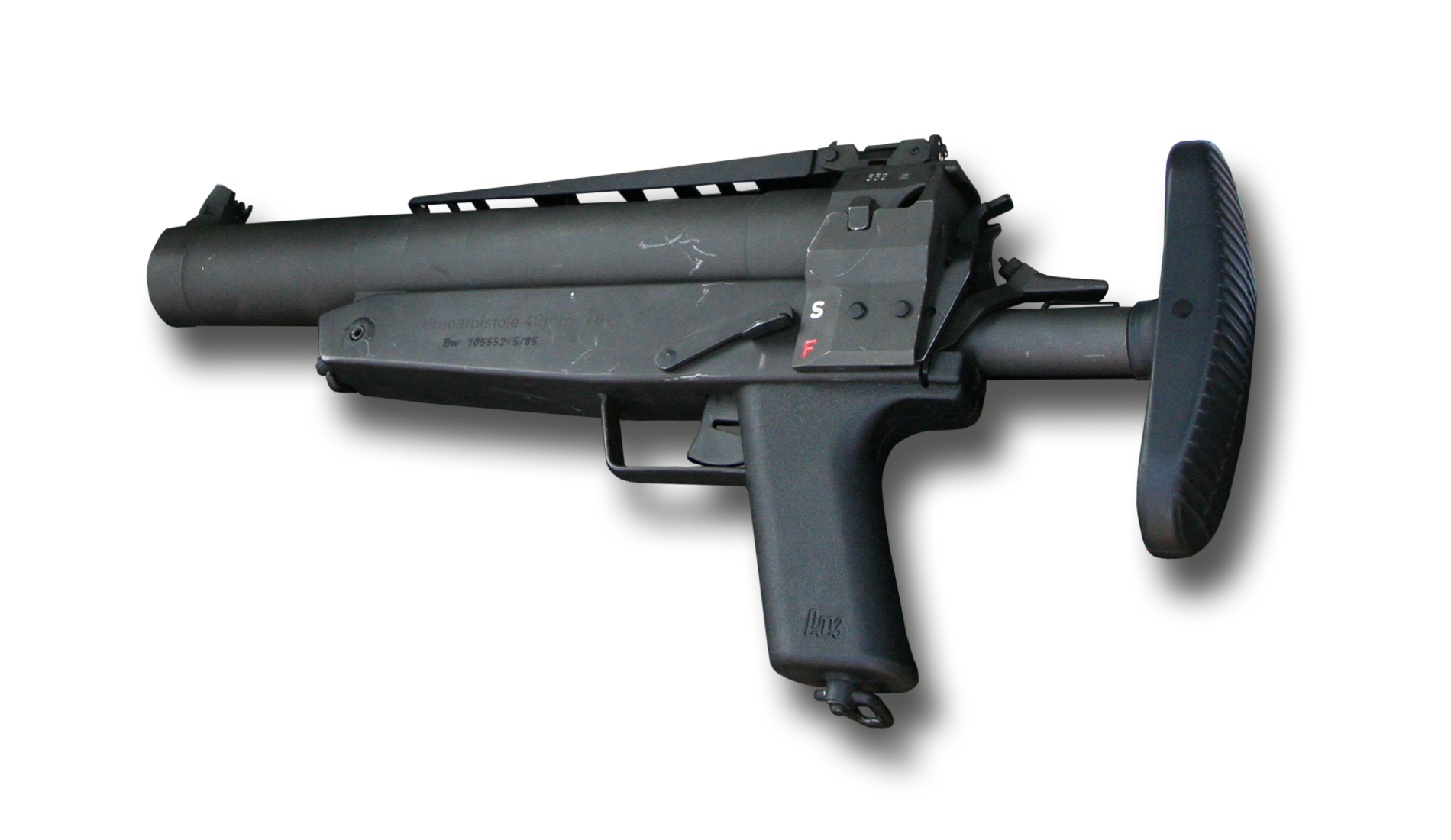
Um HK69 Granatpistole de 40mm

O HK69A1 é um lançador de granadas de 40 mm desenvolvido e produzido pelo fabricante de armas alemão Heckler & Koch (H & K). A arma foi projetada para envolver as tropas inimigas e pontos fortes a uma distância de 350 m; ele também pode ser usado para implementar granadas de fumo e alargamentos de iluminação.